# Parafia Podwyższenia Krzyża Świętego w Pruszczu Gdańskim
Parafia pw. Podwyższenia Krzyża Świętego w Pruszczu Gdańskim znajduje się w dekanacie Pruszcz Gdański w archidiecezji gdańskiej. Została ustanowiona 10 listopada 1980 r. Jej proboszczem jest ks. kanonik Rafał Hallmann.

## Kościół parafialny
Świątynię wzniesiono około XIV w. w stylu gotyckim. Budynek kościoła jest murowany z cegły, trójnawowy z gwiaździstym sklepieniem. Zachowało się bogate wyposażenie kościoła z bogatym, rzeźbionym z drewna i polichromowanym wyposażeniem, m.in. renesansową amboną z 1578 r., galerią i barokowym prospektem organowym. Na osi głównego wejścia do kościoła znajduje się brama cmentarna wzniesiona w 1648. Po północnej stronie świątyni znajdziemy neogotycką kostnicę z drugiej połowy XIX w. Naprzeciwko kościoła stoi budynek dawnej plebanii wzniesionej w 1755 r., przed którą stoją dwa granitowe słupki w typie gdańskich przedproży z datą 1651.
Kościół parafialny pw. Podwyższenia Krzyża Św. z bramą cmentarną, terenem przykościelnym wraz z kaplicą przedpogrzebową, murem kościelnym i starodrzewem jest wpisany do rejestru zabytków nieruchomych (wpis do rejestru nr 305 z 13 sierpnia 1962).